# Guennadi Riutin
Guennadi Riutin (del ruso: Геннадий Иванович Рютин) (Jabárovsk, 1954 - Jabárovsk, 4 de junio de 2014) fue un futbolista ruso que jugaba en la demarcación de defensa.

## Biografía
Debutó como futbolista a los 20 años de edad con el FC SKA-Energiya Jabarovsk, cuando disputaba la primera división de la liga de la Unión Soviética. Marcó un total de 92 goles, y jugó 410 partidos, el segundo máximo futbolista con más partidos disputados tras Vladímir Kozlov. En 1980 llegó a quedar en séptima posición en liga, su mejor posición. Finalmente, tras catorce años se retiró como futbolista en 1986.
Falleció el 4 de junio de 2014 a los 60 años de edad.

## Clubes
| Club                       | País          | Año         | Partidos | Goles |
| -------------------------- | ------------- | ----------- | -------- | ----- |
| FC SKA-Energiya Khabarovsk | RSFS de Rusia | 1974 - 1986 | 410      | 92    |